# Adam Frederik Wivet Paulsen
Pour les articles homonymes, voir Paulsen.
Adam Paulsen est un météorologue danois (Nyborg, 2 janvier 1833 - 11 janvier 1907). 

## Biographie
Enseignant jusqu'en 1880, il prend part à une expédition au Groenland (1882-1883) en compagnie de Carl Hartwig Ryder. Son but est de comprendre l'origine des aurores boréales. Il reste plus d'une année à Godthåb pour ses observations. À son retour il devient directeur du Danmarks Meteorologiske Institut (l'Institut de Météorologie Danois).